# Міністерство охорони здоров'я ПАР
Міністерство охорони здоров'я ПАР є виконавчим відділом південноафриканського уряду, якому відводяться питання охорони здоров'я. Управління з дотримання санітарних стандартів було створено у 2014 році.

## Історія
У 1910 році під час створення Південно-Африканського Союзу медичні працівники майже одностайно висловилися за централізацію управління охороною здоров'я під керівництвом міністра охорони здоров'я.
У ті часи охорона здоров'я входила до компетенції Міністерства внутрішніх справ, міністр якого Ян Смутс не цікавився охороною здоров'я і вважав, що уряду не слід створювати більше відомств.
Законопроєкт про громадську охорону здоров'я 1919 року передбачав окремий портфель медичних послуг, але не створював окремого міністерства; отриманий портфель залишився під контролем Міністерства внутрішніх справ.

### 1942—1944: Національна комісія охорони здоров'я
В рамках «Програми розвитку» організована комісія під головуванням доктора Генрі Глюкмана, метою якої було повідомити та дати рекомендації щодо «надання організованої національної служби охорони здоров'я відповідно до сучасної концепції охорони здоров'я для всіх верств населення Південно-Африканського Союзу».
Після вичерпного опитування всіх верств населення комісія рекомендувала створити новий відділ охорони здоров'я.
Уряд країни прийняв цю рекомендацію у лютому 1945 року, а в листопаді 1945 року відділ офіційно запрацював.

### Апартеїд
Політика апартеїду зажадала поділу охорони здоров'я на чотирнадцять окремих відділів, що представляли тодішні чотири провінції Південної Африки, а саме: Капську провінцію, Наталь, Помаранчеву вільну державу та Трансвааль.